# 巴里达拉
巴里达拉是孟加拉国达卡一个新建很有规模的居民住宅区，其中它有个特殊的区域，那就是这个区域拥有特定的外交部门。很多外国领事馆和一些高级委员会。它们都在这个特区。它也是是美式国际名校达卡市所在地。巴里达拉这里有公园路、联合路大使馆路等。